# J. Frank Norris
John Franklyn Norris, plus communément connu sous le nom de J. Frank Norris, né le 18 septembre 1877 à Dadeville et mort le 20 août 1952 Jacksonville, est un prédicateur baptiste et un fondamentaliste chrétien controversé.

## Biographie

### Jeunesse
J. Frank Norris vit le jour à Dadeville, dans le comté de Tallapoosa, situé dans la partie orientale de l’Alabama. Sa famille migra brièvement vers l’Arkansas avant de regagner Columbiana, dans le comté de Shelby, au cœur de l’Alabama. Vers la fin des années 1880, les Norris acquirent des terres aux environs de Hubbard, dans le comté de Hill au Texas, à quelque quarante-cinq kilomètres au septentrion de Waco, où ils exploitèrent une ferme. James Warner Norris, père de Frank, était enclin à l’ivrognerie ; ce dernier rapporta avoir été un jour roué de coups par son géniteur après avoir vidé ses fioles d’eau-de-vie. En 1891, tous deux furent atteints par des projectiles tirés par une connaissance de Warner Norris. Frank affirma n’avoir recouvré pleinement sa santé qu’au terme de trois années. 

### Ministère
J. Frank Norris se convertit lors d’un assemblée de réveil baptiste au commencement des années 1890. En 1897, il fut appelé à la charge pastorale de l’église baptiste Mount Antioch, située à Mount Calm, dans le comté de Hill (Texas). L’année suivante, il s’inscrivit à l’université Baylor, institution affiliée à la dénomination baptiste, établie à Waco, où il poursuivit ses études de 1898 à 1903. Par la suite, il obtint une maîtrise en théologie au Southern Baptist Theological Seminary de Louisville (Kentucky). De retour au Texas en 1905, il assuma la direction spirituelle de l’église baptiste McKinney Avenue, à Dallas. Il quitta cette fonction en 1907 pour endosser celle de rédacteur en chef du Baptist Standard. Son action fut marquante à plusieurs égards : il mit un terme à la querelle des périodiques baptistes au Texas, œuvra au transfert du Southwestern Baptist Theological Seminary de Waco vers Fort Worth, et influença la législature texane afin qu’elle proscrît les jeux de hasard sur les champs de courses.
En 1909, Norris céda sa part dans le Baptist Standard et accepta la charge pastorale de la First Baptist Church de Fort Worth, où il officia durant quarante-quatre années jusqu’à son trépas. En 1912, il fut absous des accusations d’incendie volontaire et de parjure, liées aux sinistres qui consumèrent l’auditorium de son église et endommagèrent gravement sa demeure. Un second embrasement, survenu en 1929, réduisit l’édifice en cendres, et sa reconstruction s’amorça à l’orée de la Grande Dépression. Parallèlement à son ministère, Norris fut un prédicateur radiophonique sur les ondes de KFQB, KTAT, puis KSAT (à ne pas confondre avec KTSA et KSAT-TV, toutes deux établies à San Antonio). C’est par ce biais qu’il inaugura, dans les années 1920, son œuvre évangélique ainsi que le premier office religieux radiophonique régulier de Fort Worth.
L'apogée de la carrière de Norris survint au cours des années 1920, lorsqu'il s'érigea en chef de file du mouvement fondamentaliste au Texas, fustigeant avec virulence l'enseignement de « ce rationalisme allemand, issu des abîmes infernaux, corrupteur des Saintes Écritures et reniant la divinité du Christ, que l’on désigne sous le nom d’évolution » dispensé à l’Université Baylor. En raison de ses invectives répétées contre cet établissement et les dignitaires confessionnels, Norris et son Église se virent dénier toute participation aux assemblées annuelles de la Convention générale baptiste du Texas en 1922 et 1923. 
Dans sa série de prédications datant de 1926, intitulée Rhum et romanisme, Norris s’en prit violemment au maire de Fort Worth, H.C. Meacham, qu’il accusait de dilapidation de deniers publics au profit d’œuvres catholiques. La même année, Norris abattit, dans son propre bureau paroissial, le scieur de long Dexter Elliott Chipps, ami dudit Meacham. Norris soutint que Chipps l’avait menacé de mort, et lorsqu’il comparut en cour pour homicide, il fut absous au titre de la légitime défense. 
En 1928, Norris mena une vigoureuse campagne contre l’élection du démocrate Al Smith à la présidence, exprimant depuis sa chaire, son poste radiophonique et son hebdomadaire des opinions marquées par un anticatholicisme prononcé. Le candidat républicain, Herbert C. Hoover, emporta la victoire électorale et, fait inédit, conquit également le Texas, devenant ainsi le premier membre de son parti à triompher dans cet État lors d’un scrutin présidentiel.
En 1935, Norris accéda au pastorat d’une seconde église, l’église baptiste du Temple de Détroit, située dans le Michigan. Durant les années qui suivirent, les deux assemblées connurent une croissance notable, atteignant, en 1946, plus de 26 000 fidèles. Pendant seize années, Norris alterna entre ces deux paroisses, effectuant régulièrement le trajet par le rail ou par les airs, recourant tant au chemin de fer qu’à l’aéronef pour assurer son ministère.
Norris et Ben M. Bogard, fondateur de l’American Baptist Association en 1924, entretenaient des relations tumultueuses, marquées par de fréquents dissentiments. Bogard, personnage rigoureux et doctrinaire, reprochait à Norris une certaine forfanterie, l’accusant volontiers d’amplifier ses succès pastoraux. Bien qu’il le taxât de négliger les fondamentaux de la foi, une forme de respect mutuel, teinté de réticence, finit par s’établir entre eux. 
En 1941, Norris fut condamné à verser une amende de 25 000 dollars pour diffamation à l’encontre d’un autre pasteur baptiste, R.E. White, en raison d’accusations proférées dans son périodique confessionnel The Fundamentalist, publié à Détroit. Norris épuisa toutes les voies de recours jusqu’à la Cour suprême du Texas, sans succès. La publicité entourant ce procès entama son influence au sein des milieux fondamentalistes, dont il était jusque-là une figure prééminente. 
En septembre 1947, lors d’une tournée européenne, Norris fut reçu en audience par le pape Pie XII, à l’issue de laquelle il qualifia ce dernier de « dernier rempart de l’Europe contre le communisme ». Par la suite, il en vint à considérer le communisme comme une menace plus pressante que le catholicisme romain, ce qui lui valut les critiques acerbes de certains de ses anciens alliés, tels l’évangéliste torontois T. T. Shields, qui dénoncèrent ce qu’ils tenaient pour une aberration doctrinale.
À la fin des années 1930, Norris constitua une alliance d’églises baptistes indépendantes, adhérant au prémillénarisme, au sein de la Premillennial Missionary Baptist Fellowship (ultérieurement dénommée World Baptist Fellowship). Cette coalition visait à contrer les courants qu’il jugeait délétères au sein de la Convention baptiste du Sud — notamment les inclinaisons socialisantes, libérales et empreintes de « modernisme » théologique. Par la suite, ce groupe, sous l’égide de Norris, fonda l’Institut biblique baptiste fondamentaliste, institution qui prit, avec le temps, l’appellation d’Université baptiste d’Arlington.
Après la Seconde Guerre mondiale, lorsque John Birch, diplômé du séminaire théologique de Fort Worth, périt sous les coups des communistes chinois, Norris reprit avec vigueur ses diatribes contre l’infiltration communiste aux États-Unis. Ses convictions prémillénaristes, eschatologiques et rigoristes le poussèrent à enjoindre avec insistance le président Harry Truman à reconnaître et à soutenir l’avènement de l’État d’Israël.

### Dernières années
J. Frank Norris édita un périodique confessionnel intitulé The Searchlight, dont la une s’ornait de son effigie, tenant d’une main les Saintes Écritures et de l’autre une lanterne, tandis qu’à l’angle opposé figurait une représentation de Satan terrassé. Il s’éteignit des suites d’une syncope cardiaque en 1952, alors qu’il prenait part à un rassemblement de jeunesse à Jacksonville, en Floride. Homer Ritchie lui succéda à la tête de la Première Église baptiste de Fort Worth, où il exerça son ministère durant trois décennies. 